# Iglesia de la Asunción de Nuestra Señora (Bárboles)
Es el templo católico de la villa de Bárboles,que está ubicado en la provincia de Zaragoza, Comunidad Autónoma de Aragón, 

## Descripción
Construida a mediados del siglo XVI sobre los restos de la primitiva parroquial del siglo XV, de la cual tan solo conservamos la torre de estilo mudéjar, el edificio se levantó sobre una planta rectangular de nave única de dos tramos, con cabecera recta en planta y poligonal en alzado, y capillas laterales adosadas entre los contrafuertes. Se cubrió con bóveda de crucería sencilla en la cabecera y crucería estrellada en la nave. Tiene un coro elevado a los pies, situado sobre el atrio que abre a la nave en arco carpanel y se cubre con bóveda de crucería reticulada. Llama especialmente la atención la capilla lateral, edificada a mediados del siglo XVII, poco profunda y abierta al tramo central de la nave en su lado derecho, contigua a la torre, por su bóveda decorada con yeserías de tradición mudéjar a base de lazos de cuatro y de ocho, que aún conserva restos de policromía.
La torre campanario, de finales del siglo XV, está situada entre los tramos primero y segundo del muro oeste; presenta planta cuadrada y estructura de alminar hispanomusulmán con machón central, asimismo cuadrado y hueco, con rampa de escaleras que cubre cada tramo con tres bovedillas por aproximación de hiladas. En el exterior, de factura muy sencilla, la escasa decoración aparece concentrada en las zonas superiores de la torre a base de frisos de esquinillas simples y a tresbolillo y paños de hexágonos alargados, sobre los que se sitúa el cuerpo de campanas, en el que se abren dos vanos alargados en arco apuntado por cada lado de la torre, sobre los que se sitúa un nuevo friso de esquinillas. Aún se aprecian restos de cerámica vidriada adheridos a sus muros. La torre remataba, en origen, con una cúpula vaída octogonal realizada por aproximación de hiladas que quedó inconclusa y que posteriormente se cerró, de una forma un tanto torpe, en pirámide octogonal, construida también por aproximación de hiladas.